# Кодронджанос
Кодронджанос (італ. Codrongianos, сард. Codronzanus) — муніципалітет в Італії, у регіоні Сардинія,  провінція Сассарі.
Кодронджанос розташований на відстані близько 350 км на південний захід від Рима, 170 км на північ від Кальярі, 13 км на південний схід від Сассарі.
Населення — 1330 осіб (2014).

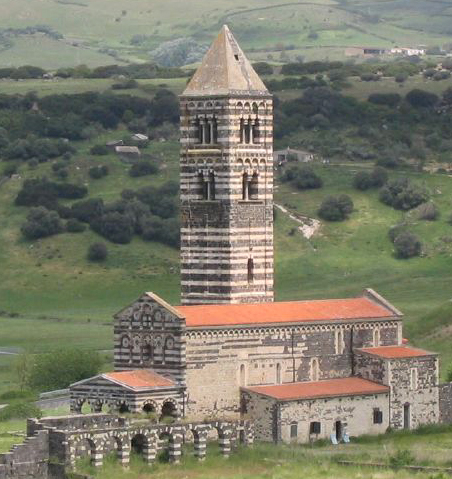

Щорічний фестиваль відбувається 25 січня. Покровитель — святий Павло.

## Демографія
Населення за роками:

Станом на 1 січня 2023 року в муніципалітеті офіційно проживало 27 іноземців з 10 країн, серед них 3 громадяни країн Євросоюзу та 1 громадянин України.

## Сусідні муніципалітети
- Карджеге
- Флоринас
- Озіло
- Плоаге
- Сіліго